# 킬 대학교
킬 대학교, 공식 명칭 킬 크리스티안알브레히트 대학교(독일어: Christian-Albrechts-Universität zu Kiel, 약칭 CAU, 비공식 명칭 크리스티아나-알베르티나)는 독일 슐레스비히홀슈타인주 킬시에 위치한 공립 연구형 대학이다. 1665년 홀슈타인고토르프 공작 크리스티안 알베르히트가 아카데미아 홀자토룸 힐로닌지스(Academia Holsatorum Chiloniensis)로 설립하였으며, 현재 약 27,000명의 학생이 재학 중이다. 슐레스비히홀슈타인주에서 가장 큰 규모와 오랜 역사를 가진 가장 명망 높은 대학교이다.
1866년까지 독일에서 가장 북쪽에 위치한 대학교였을 뿐만 아니라 동시에 덴마크에서 두 번째로 큰 대학교였다. 킬 대학교의 교수진, 동문, 연구자들은 12개의 노벨상을 수상하였다. 킬 대학교는 2006년부터 독일 우수대학육성정책의 회원이 되었다. 2006년 GEOMAR 헬름홀츠 해양연구센터와 협력하여 설립한 우수 클러스터인 미래의 해양(Future Ocean)은 국제적으로 인정받고 있다. 두 번째 우수 클러스터인 경계면에서의 염증(Inflammation at Interfaces)은 만성 염증성 질환을 다룬다. 킬 세계경제연구소 또한 킬 대학교와 제휴되어 있다. 이 대학교는 국제 공법에 대한 집중으로 큰 명성을 얻고 있다. 독일과 유럽에서 가장 오래된 국제 공법 기관인 발터 슈킹 국제법 연구소가 킬에 위치해 있다.

## 역사

### 킬 대학교 설립
킬 대학교의 기원은 종교 개혁 시기 잘 교육된 성직자에 대한 증가하는 수요로 거슬러 올라간다. 또한, 중요한 행정 역할에 시민들의 참여가 늘어난 것도 공작령들에 대학교를 설립하려는 구상에 기여하였다. 그러나 17세기 초의 전쟁들과 공작들과 국왕 간의 정치적 갈등으로 인해 이러한 계획들이 처음에는 지연되었다. 결국 프리드리히 3세 공작이 그의 아들 크리스티안 알브레히트에게 대학교 설립을 추진하도록 위임하였다. 1660년, 크리스티안 알브레히트는 이 계획을 실현하는 데 성공하였고 킬을 대학교의 위치로 선정하였다. 1665년 10월 5일, 대학교는 크리스티아나 알베르티나(Christiana Albertina)라는 이름으로 옛 프란치스코회 수도원에서 4개의 강의실과 도서관을 갖추고 개교하였다. 당시 17명의 교수가 신학, 의학, 법학, 교양 과목들을 가르쳤다.

### 성장과 정체의 시기
대학교의 중요한 성장기는 한 세기 후 러시아의 예카테리나 대제 치하에서 일어났으며, 대학교는 그로부터 자주색과 흰색이라는 색상을 받았다. 1773년 공작령들이 통합된 후, 대학교는 가장 북쪽의 독일 대학교이자 가장 남쪽의 스칸디나비아 대학교로서 지속적으로 번창하였다. 거의 100년 후, 특히 슐레스비히홀슈타인이 프로이센의 일부가 된 이후 대학교의 발전은 정체되었다. 1870년부터 학생 수가 다시 증가하기 시작했으며, 38년 후에는 여성들도 입학이 허용되었다.

### 제2차 세계 대전 동안과 그 이후
1933년부터 시작된 나치 정권 하에서 대학교는 획일화를 겪었고, 유대인 교수들이 추방되었으며, 반대자들이 박해를 받았다. 제2차 세계 대전 중 많은 건물들이 연합군의 공습으로 파괴되었으며, 여기에는 1942년에 파괴된 대학교 도서관도 있다.

### 전후 재건과 확장
영국의 지원으로 1945년 11월에 이미 수업이 재개되었는데, 처음에는 선박에서 이루어졌다. 1960년대에 킬 베스트링에 새로운 캠퍼스가 개발되었다. 1960년대 후반의 학생 시위는 대학 구조의 현대화로 이어졌다. 1972년에는 올스하우젠 거리의 건물들과 새로운 체육 시설로 캠퍼스가 확장되었고, 1991년에는 킬-가르덴에 공학부가 개설되었다. 학생 수는 꾸준히 증가하여 현재 약 25,000명에서 30,000명에 이른다. 크리스티안-알브레히트 대학은 국제적으로 존경받는 대학이 되었을 뿐만 아니라 킬에서 가장 큰 고용주 중 하나가 되었다.

## 학부
다음은 킬 대학교의 학부 과정으로, 단과대학 일람이다.
- 신학대학
- 법학대학
- 경영·경제·사회과학대학
- 의학대학
- 예술·인문대학
- 수리·자연과학대학
- 체육·영양대학
- 공과대학

## 같이 보기
- 대학 목록